# Palazzo della Magnifica Comunità di Fiemme
Il Palazzo della Magnifica Comunità di Fiemme, in passato chiamato Palazzo degli Scari, è un edificio storico situato a Cavalese, in provincia di Trento ed è stato la sede residenziale estiva dei principi vescovi di Trento.
Dal 1850 è sede della Magnifica Comunità di Fiemme.

## Storia

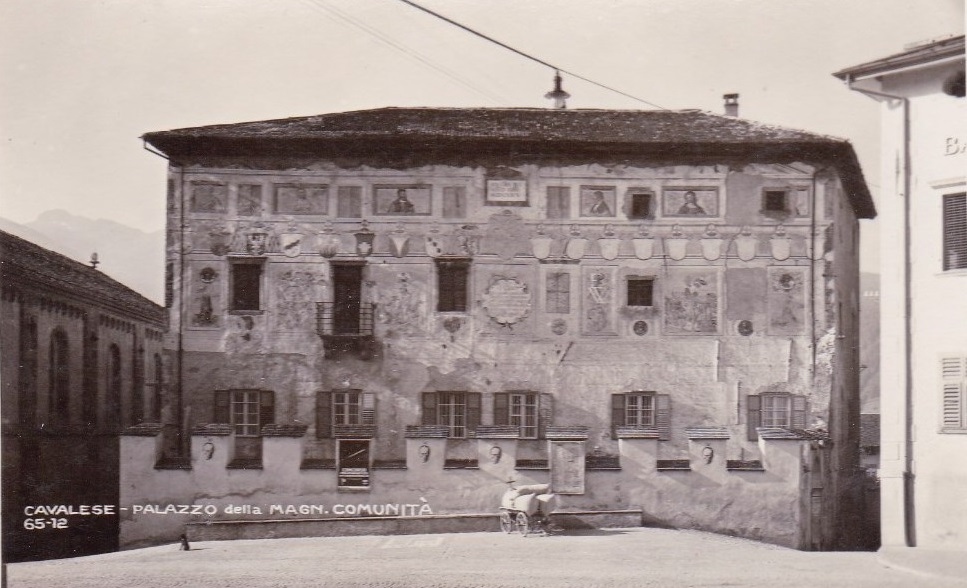
La facciata del palazzo prima dei lavori di restauro del 1935

Il palazzo fu edificato come sede temporanea per il vicario del principe vescovo di Trento che, come stabilito dai patti gebardini del 14 luglio 1111, si recava nella Val di Fiemme due volte l'anno per amministrare la giustizia. I documenti più antichi indicano che l'edificio fu eretto indicativamente verso la fine del XIII secolo. attorno ad una torre altomedievale riconoscibile nell'angolo sud-ovest.
I cinque vescovi a cui si attribuisce la costruzione del palazzo sono: Enrico III di Metz (1310-1336), Alberto II di Ortenburg (1363-1390), Giorgio di Liechtenstein (1390-1419), Giorgio Hack (1446-1465) e Udalrico III di Frundsberg (1486-1493).
Nel 1486 i Principi Vescovi di Trento eressero a Cavalese la loro dimora stabile che il Vescovo e Cardinale Bernardo Clesio trasformò in palazzo di stile rinascimentale portato a termine, dopo la sua morte, nel 1539 dal cardinale Cristoforo Madruzzo (1539-1567): il palazzo fu sottoposto ad una intensa attività di riorganizzazione edilizia, per la quale furono impegnati artisti di altissimo livello, chiamati dalla fabbrica del Castello del Buonconsiglio. tra cui il Fogolino che affrescò la facciata. 
Nei secoli successivi, con l'affievolirsi del prestigio economico del principato vescovile, ha inizio il declino dell'edificio, accentuato dalla secolarizzazione del principato (1803) e dall'assegnazione al governo bavarese (1808). Seguono rilevanti lavori di modifica per trasformare l'edificio in carcere giudiziario, che comportarono anche la demolizione del timpano della facciata, l'appartamento del principe vescovo divenne l'abitazione del carceriere, il salone dei ricevimenti fu adibito a deposito e la struttura subì importanti modifiche esterne.
Nel 1850 il palazzo fu acquistato dalla Magnifica Comunità Generale di Fiemme per 3.200 fiorini che, nel corso del XX secolo, promosse diverse campagne di restauro per il recupero del monumento.. I lavori andarono avanti a più riprese dal 1901 fino al 1935, quando con i restauri coordinati dall'architetto Antonio Rusconi sotto la supervisione della Sovrintendenza delle Belle Arti di Trento, fu ricostruito il timpano della facciata nord dipinto dal mantovano Arturo Raffaldini, riportando il Palazzo al suo antico splendore e trasformandolo in prestigiosa sede di rappresentanza dell'Ente valligiano, oltre che sede della Pinacoteca e luogo di conservazione di numerosi capolavori dei pittori fiemmesi del Seicento e Settecento. Alla fine del XX secolo, si impose nuovamente la necessità di porre mano alla struttura che manifestava i segni del tempo ed evidenziava il pericolo di danni irreparabili. I preliminari sono stati lunghi e meticolosi sia per la parte progettuale che dal punto di vista della ricerca dei finanziamenti in gran parte garantiti dalla Provincia Autonoma di Trento.
Dopo l'ultimo intervento, conclusosi nel 2009, il palazzo fu destinato esclusivamente a museo e pinacoteca. La nobile residenza rinascimentale, riaperta al pubblico il 5 luglio 2012, custodisce ora una collezione di grandi opere d'arte, tra cui dipinti dei maggiori rappresentanti della Scuola pittorica di Fiemme ordinati cronologicamente dall'inizio del XVII secolo al XIX secolo. Le prigioni ottocentesche, con le loro incisioni, raccontano vite, ricordi e condanne dei detenuti dell'epoca.

## Descrizione

### Esterni

#### La facciata principale

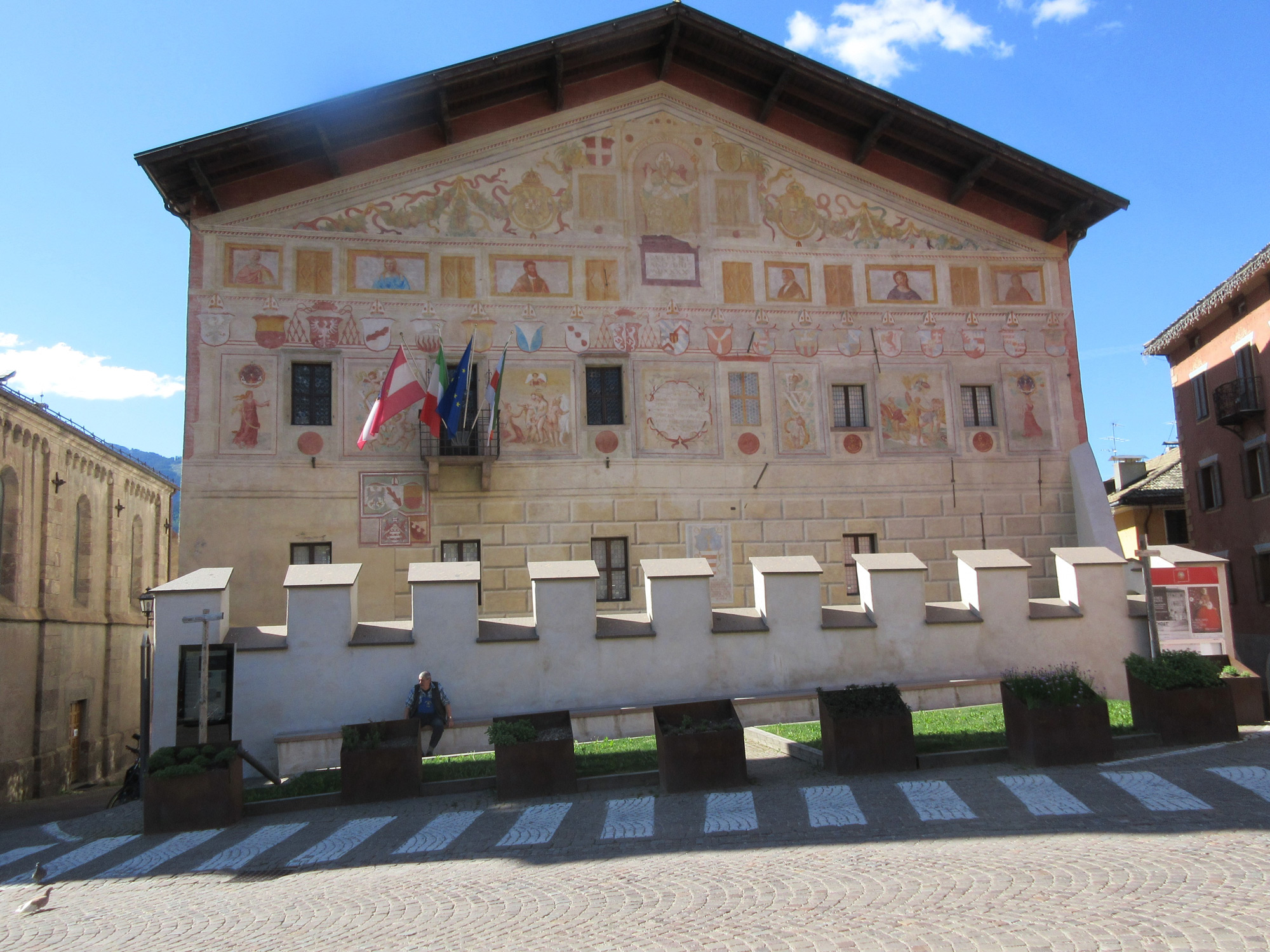
Facciata del Palazzo della Magnifica Comunità di Fiemme dopo gli ultimi restauri

Un muro merlato delimita come un rivellino, il cortiletto d'ingresso del palazzo sul quale è appesa una grande aquila sormontata dallo stemma fiemmese in legno scolpito e dipinta da Alois Zwerger di Anterivo nel 1917.
Anticamente il palazzo era affrescato su tutti i lati mentre oggi si possono ammirare soltanto le decorazioni della facciata.
Al pianterreno in un riquadro, sotto lo stemma della Magnifica Comunità, costituito da sei fasce bianche e rosse sormontato da una croce che fu concesso alla Comunità il 4 luglio 1558 dal cardinale Ludovico Madruzzo, è riportata la seguente iscrizione: DA ORIGINI DVGENTESCHE AMPLIATA ED ABBELLITA NEL RINASCIMENTO DAI CARDINALI BERNARDO CLESIO E CRISTOFORO MADRUZZO QVESTA RESIDENZA ESTIVA DEI PRINCIPI VESCOVI DI TRENTO GIA' DIMORA DEI LORO VICARI E CAPITANI E' DAL MDCCCI SEDE DELLA MAGNIFICA COMVNITA' DI FIEMME CHE LA RESTITVI' ALL'ANTICO DECORO NEGLI ANNI MCMXXX E MCMXXXVIII.

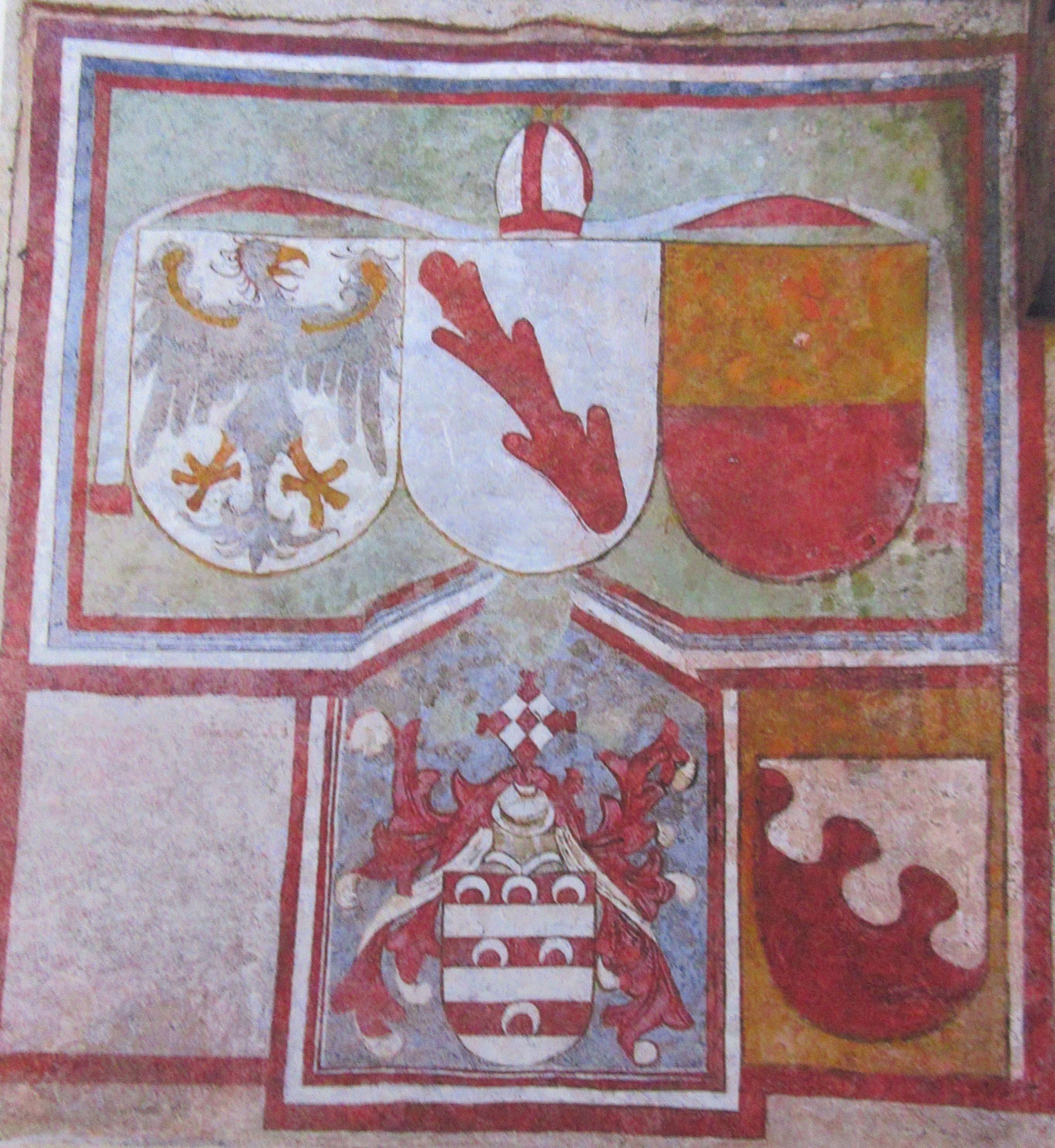
Stemmi sulla facciata del Palazzo della Magnifica Comunità di Fiemme

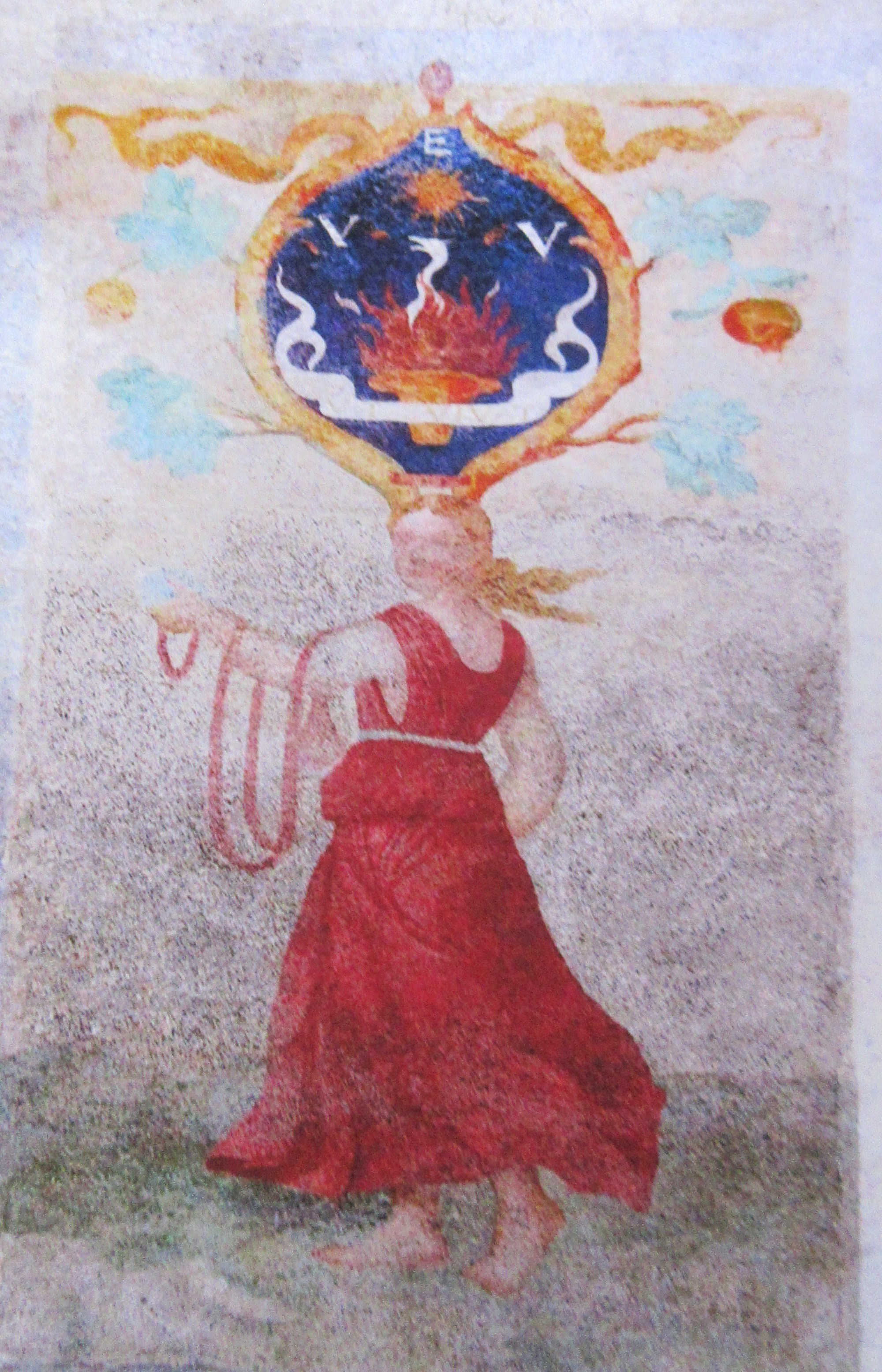
affresco che raffigura la Temperaza sulla facciata del Palazzo della Magnifica Comunità di Fiemme

Più, a sinistra sotto il poggiolo sostenuto da mensole di pietra e protetto da una ringhiera di ferro battuto, c'è un grande riquadro con, nella fascia superiore, gli stemmi a sinistra dell'aquila del Principato di Trento, al centro del vescovo Giorgio Hack (1446-1465) e a destra del vescovo Giorgio Lichtenstein (1390-1419) tutti e tre sormontati da una mitra vescovile mentre nella fascia inferiore al centro l'antico stemma Firmian e a destra lo stemma dei Wolkenstein.
Sopra l'alto basamento a finte bugne, al secondo piano tra le finestre, che sovrastano dei medaglioni con ritratti non identificabili, ci sono alcune scene di carattere allegorico e mitologico: a sinistra la figura allegorica della Giustizia con le sigle EVV e il motto della fenice: et ut vivat, seguita da un intreccio allegorico tra quattro putti vivaci che nell'aria giocano con le grandi lettere EVV e si divertono a comporle in modi diversi; dopo il balcone il Giudizio di Paride e un'iscrizione madruzziana CHRISTOPHORO MADRVCIO EPO TRIDENTI ET IVBENTE HEC SVNT INSTAVRATA INSIGNIA SVISQ. POSTERIS ALIA PĨGẼDI LOCA RELICTA SVNT, una finta finestra dipinta è avvolta da un intreccio allegorico con due putti e le solite lettere a caratteri cubitali EVV. Segue un riquadro che inscena la Lotta tra Orazi e Curiazi ed infine a sinistra la figura allegorica della Temperanza con le sigle EVV ed il motto et ut vivat scritto proprio sotto la fenice. La fascia sovrastante reca gli stemmi dei principi vescovi di Trento dal XIV al XVIII secolo a cui sono sovrapposti la mitra o il galero cardinalizio. Nel registro superiore sono dipinte finestre chiuse o aperte da cui si affacciano figure a mezzo busto di dame e cavalieri, tra cui si riconoscono Carlo V (1500-1558) collocato sotto il suo stemma e il fratello Fedinando I conte del Tirolo (1503-1564), le autorità garanti del principato all'epoca dei Madruzzo. Nella targa principale appare l'anno 1540 che testimonia l'ultimazione delle pitture: SANCTUS VIGILIUS EPISCOPUS TRIDENTI ANNO DOMINI MDXXXX.
Con l'intervento del 1935 la facciata ha riacquistato il timpano terminale, affrescato con l'immagine di San Vigilio in trono cui si affiancano tra festoni ornamentali di frutta e foglie, gli stemmi di Carlo V a destra e del pontefice Paolo III a sinistra entrambi tra festoni ornamentali di foglie; al di sopra risaltano gli stemmi dei Savoia e del Principato di Trento.
La facciata con le decorazioni cinquecentesche è stata restaurata da Carlo Andreani nel 1975 con i suoi collaboratori .

#### I lati

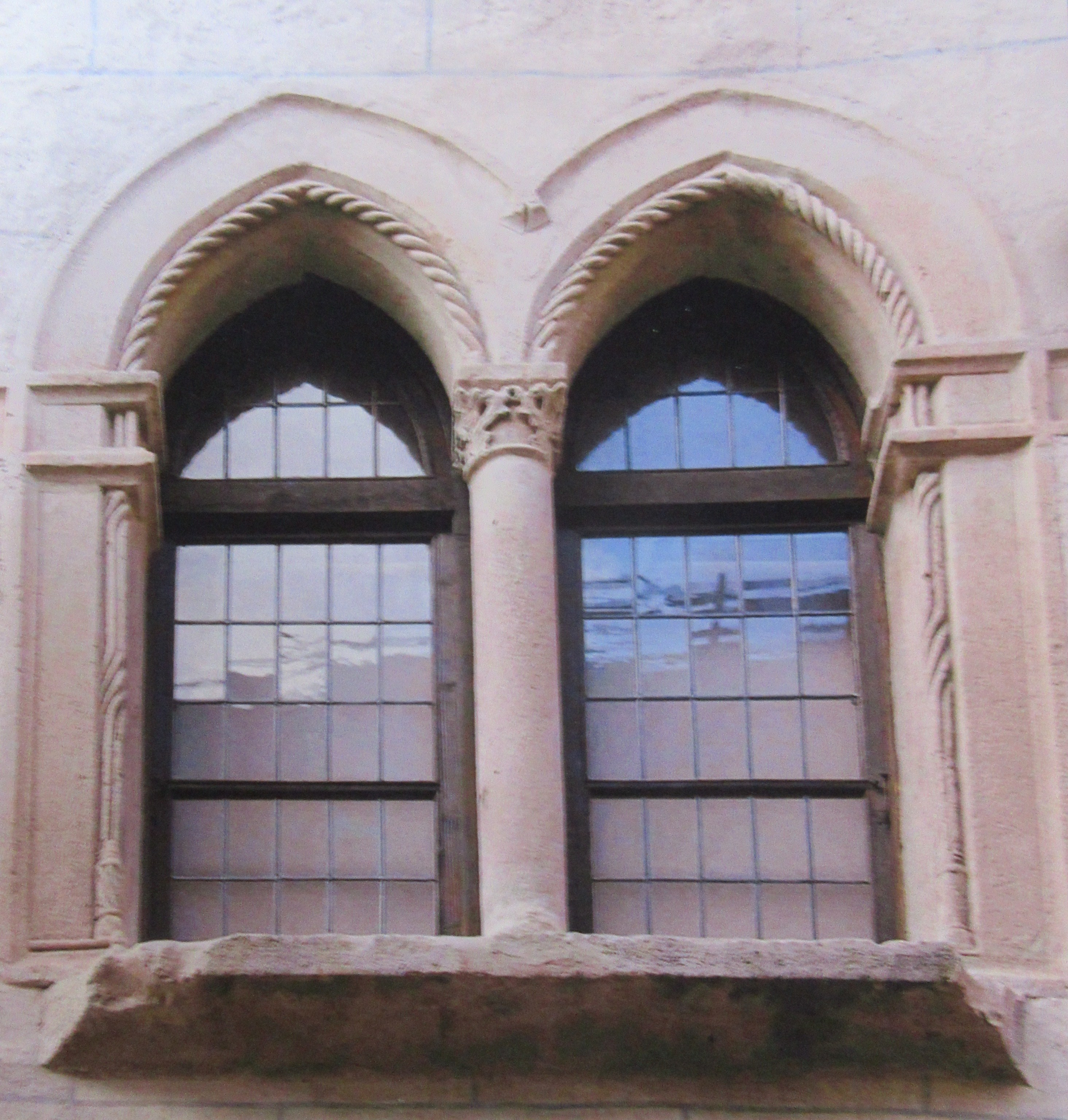

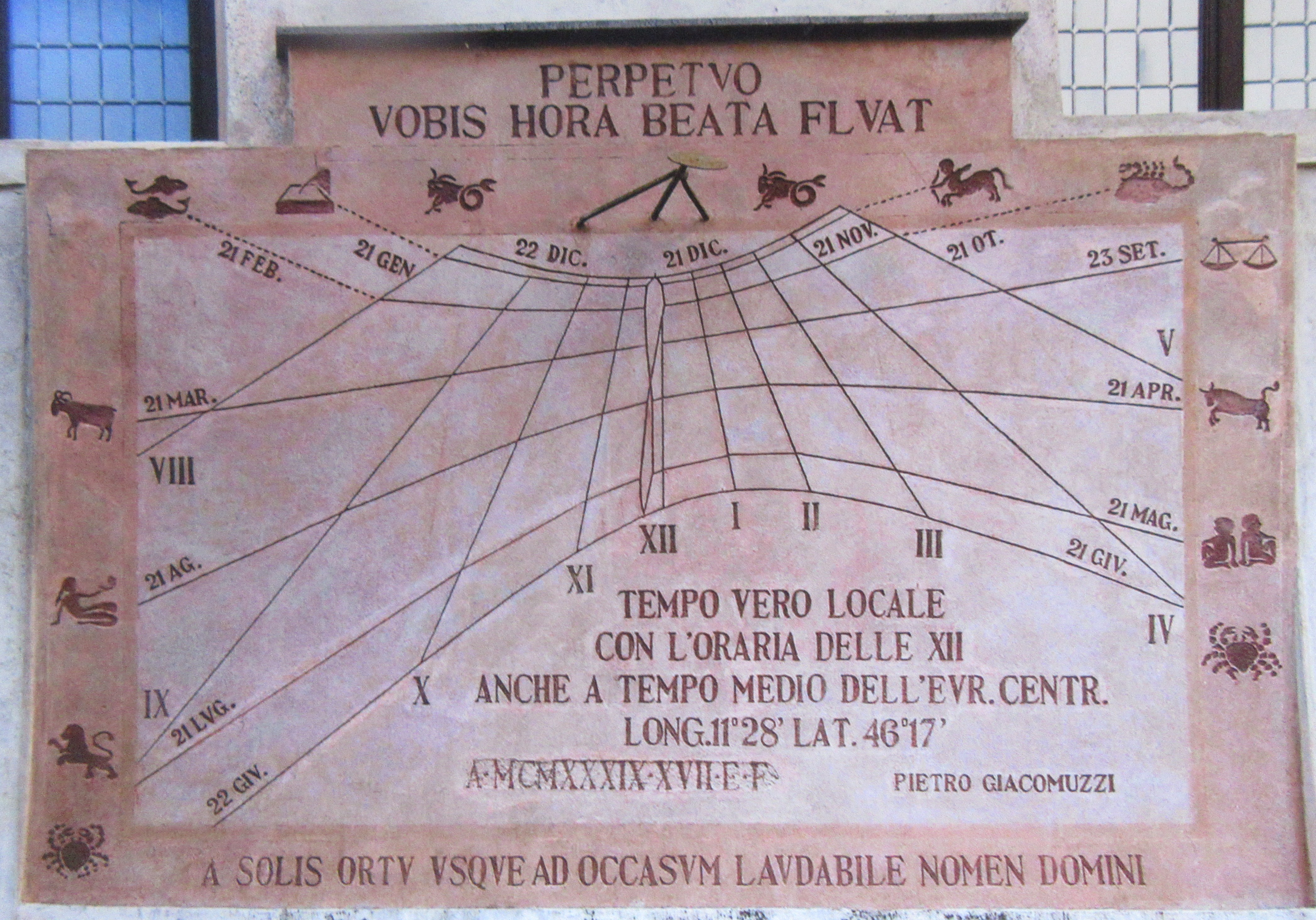
meridiana nel cortile del Palazzo della Magnifica Comunità di Fiemme

La facciata est prospiciente via San Sebastiano è adornata da una bifora gotica, da finestre a cornice rinascimentale, da un bel poggiolo e da tracce di pittura a fresco. La facciata ovest prospiciente vicolo Scario ha una finestra a croce guelfa che ricorda un rimaneggiamento della prima metà del Quattrocento.
Il prospetto meridionale che affaccia su un giardinetto è fregiato da una meridiana del 1939 fatta da Pietro Giacomuzzi con una scritta che ricorda che: PERPERTVO VOBIS HORA BEATA FLVAT - A SOLIS ORTV VSQVE AD OCCASVM LAVDABILE NOMEN DOMINI.

### Interni
I due piani del palazzo furono abitazione del capitano vescovile, il primo, e del principe vescovo, il secondo. Una scala di pietra, originariamente in legno, porta al primi piano: a destra sono collocate le stanze che appartennero alla servitù, ora adibite ad accogliere le collezioni della pinacoteca della Magnifica Comunità.

#### La sala d'attesa
La Sala dell'attesa (Anticamera) è un'elegante stanza dell'appartamento del capitano vescovile sita nell'ala su-est, in cui venivano accolti i cittadini in attesa di ricevere udienza presso il vicario del principe vescovo di Trento. Le pareti presentano affreschi rinascimentali con una stoffa a finto broccato a fasce alternate rosse e dorate ed un fregio a grottesche, con putti, tralci di vite e cani levrieri e con lo stemma del Mandruzzo; il soffitto ha delle travi riccamente intagliate. La scala a chiocciola, rivestita in legno di cirmolo, conduce alla Sala delle udienze al secondo piano. Nella sala sono esposte opere di grandi pittori della Scuola fiemmese: Giuseppe Alberti, Nicola Grassi, Giambattista Pittoni, Paul Troger e Michelangelo Unterperger.

#### La stanza del vicario
La camera da letto del vicario vescovile presenta ancora il rivestimento ligneo originale in cirmolo del 1539, realizzato per assorbire l'umidità e proteggere dal freddo durante il riposo; il soffitto a cassettoni è caratterizzato da sculture di angeli musicanti e corone d'alloro, simboli di sapienza e gloria, mentre al centro vi è lo stemma dell'unitas affiancato da rami di alloro e palma, simboli della politica del principe-vescovo Bernardo Clesio.. Reca gli stemmi dipinti dei vescovi Sigismondo Alfonso Thun (1668-1677) e di Francesco Felice Alberti d'Enno (1758-1762). La stufa in ceramica è del sec. XVIII.

#### Il salone clesiano

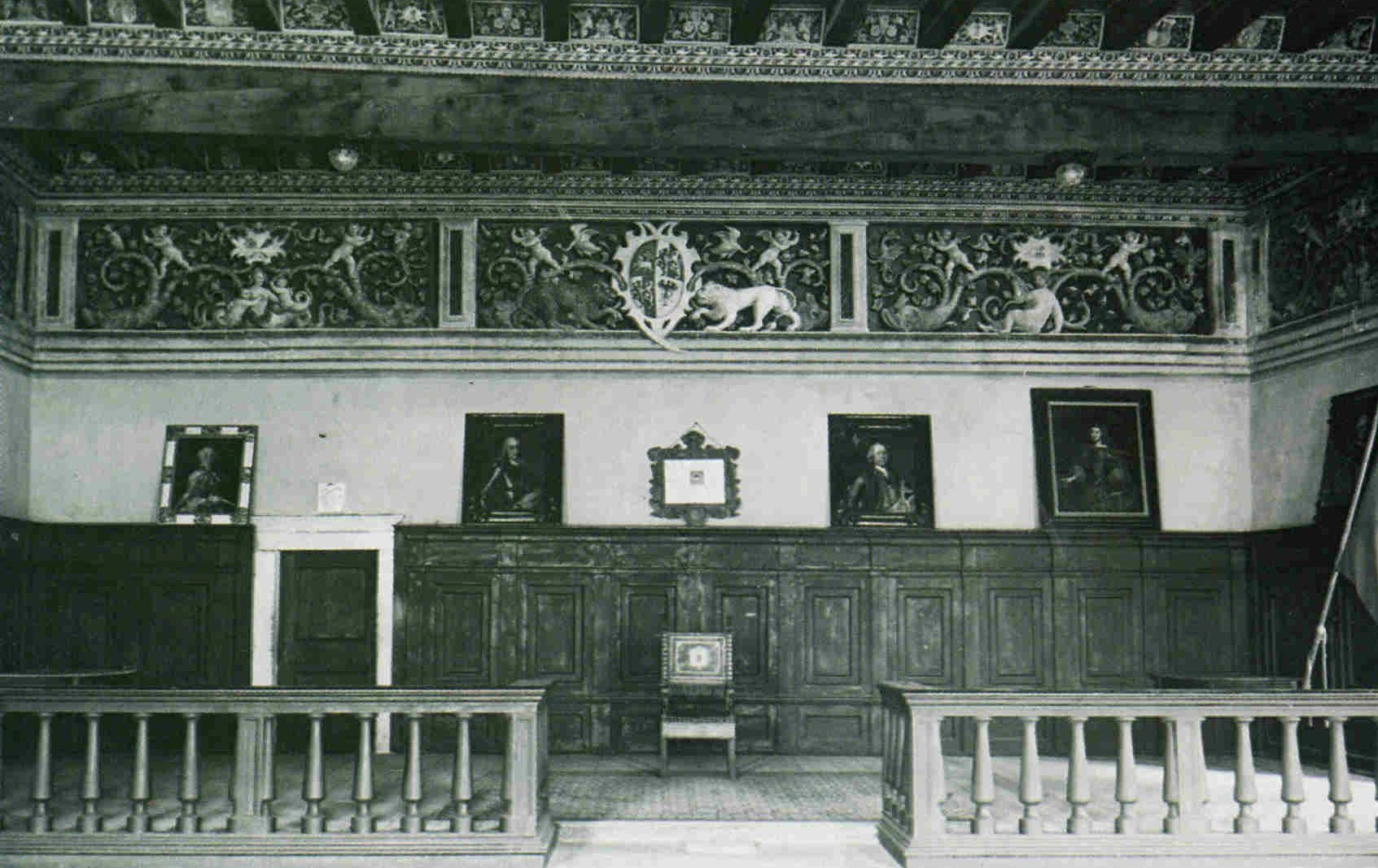

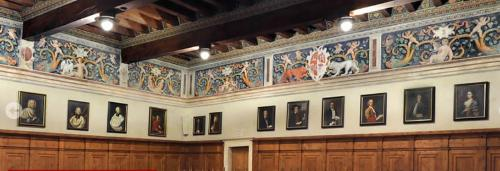
Il salone clesiano detto anche Sala delle udienze

Il Salone clesiano (Sala delle udienze) fu realizzato nel 1537-1539 per ospitare le udienze del tribunale presiedute dal vicario, assistito dal Consiglio dei Giurati di Fiemme. Gli affreschi rinascimentali presentano un largo fregio che corre alla sommità delle pareti dipinto a grottesca e che si suddivide in quattordici riquadri che includono figure fantastiche e putti giocosi su tralci di vite. In ciascuno riqadro coppie di delfini si espandono a formare con la coda biforcuta girali frondosi che sostengono amorini e animali fantastici con ali da libellula e corpi da scimmia, cavallucci marini come piccoli draghi e volatili e si alternano le imprese clesiane: il fascio delle sette verghe, simbolo dell'unitas, e i rami di palma (la vittoria) e di alloro (il trionfo) incrociati. Nel mezzo creano un supporto decorativo alle insegne clesiane (in alto) e alle figurazioni allegoriche principali la Carità, la Prudenza e l'Amicizia. In un altro riquadro c'è la scena mitologica di Leda con il cigno e del Tritone che rapisce una nereide; inoltre si sono coppie di prigioni, di satiri, di fauni e di schiavi. Nei due riquadri centrali del salone, sulle pareti est e ovest, sono affrontati due bellissimi leoni, l'uno bianco e l'altro rosso, simboli del potere politico e temporale del principato vescovile, che scortano l'arma del Clesio contrassegnata dai leoni rampanti, dall'aquila di Trento e dall'agnello di Bressanone. Gli emblemi del cardinale si ripetono nelle varie campate dove si legge la data 1539.Sono poi esposti ritratti di importanti personaggi legati alla storia del palazzo e della Magnifica Comunità di Fiemme: principi vescovi, scari sovrani e dignitari laici.

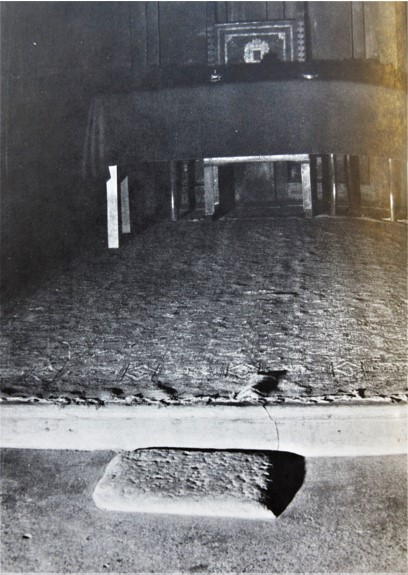
pietra sulla quale stava l'imputato

La pietra inserita nel pavimento ligneo tra le transenne, dirimpetto al seggio presidenziale che una volta era lo scranno del tribunale, era il luogo riservato all'imputato che doveva comparire davanti al giudice per ascoltare in piedi la sentenza. Le porte sono decorate con scudi clesiani. In questo luogo l'undici novembre di ogni anno il gastaldione vescovile si riuniva con lo scario, ora invece il salone è riservato alle assemblee del Consesso della Communitas dei Vicini di Fiemme, ovvero alla comunità delle persone residenti nelle undici Regole che la compongono (i nove comuni o ex comuni della Valle di Fiemme più Moena e Trodena).

#### Lo studiolo

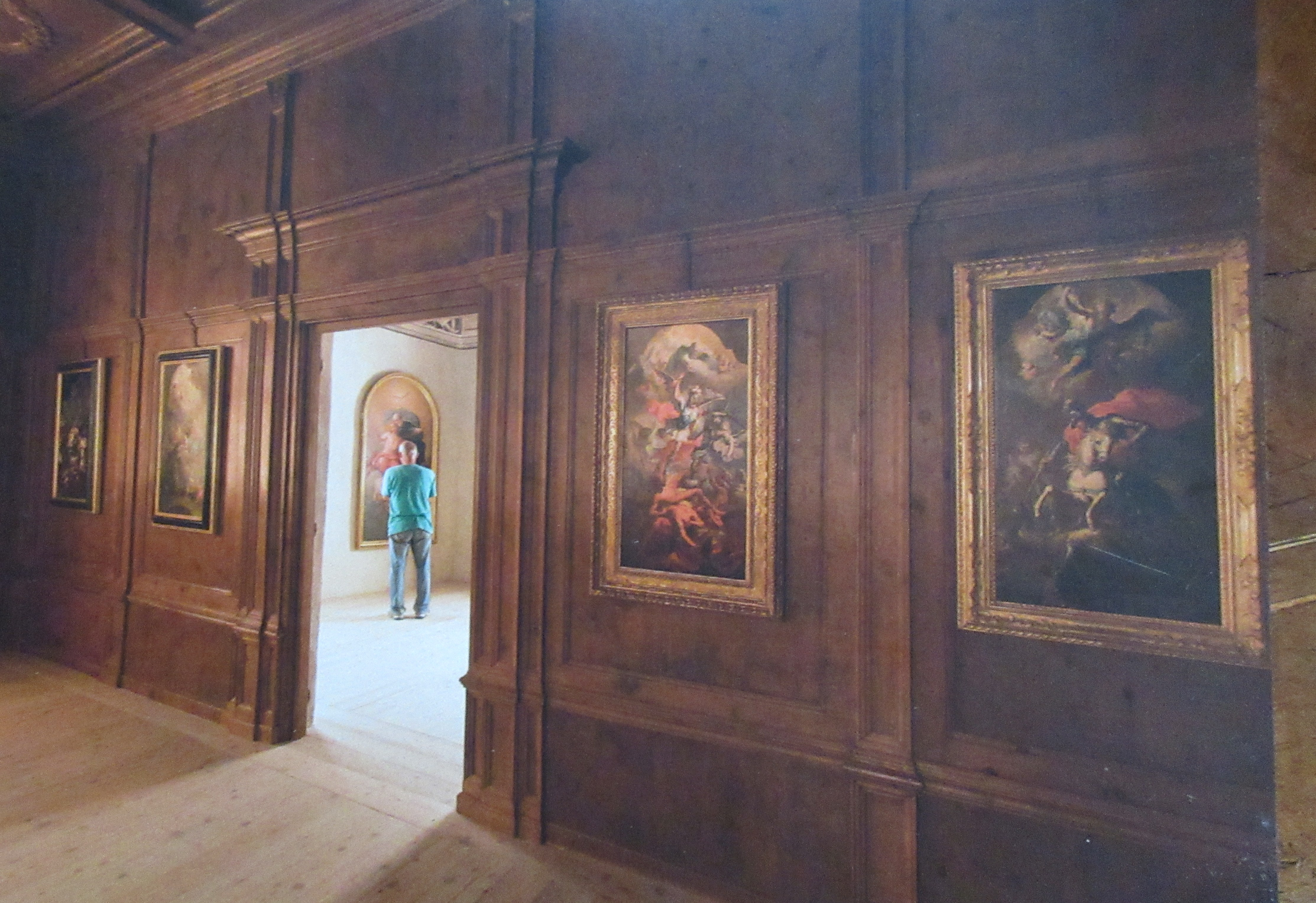
Interno del Palazzo della Magnifica Comunità di Fiemme

Luogo riservato allo studio e alla riflessione, lo studiolo era ricco di arredi mobili e decorazioni. Lo studiolo del principe vescovo è dotato di un doppio fregio: quello inferiore simula motivi geometrici marmorei che fanno da cornice alle imprese clesiane; la fascia superiore fa sfoggio di un linguaggio colorito con giri di tralci antichi ove s'insinuano animali diversi, capre di varie razze, lupi, draghi alati: una vera e propria parata di bestie strane, tra cui fa capolino il gufo, simbolo di saggezza, il cinghiale, simbolo d'ingordigia, l'orso, il leone e il leopardo. Alla fine appare un satiro cinto da ghirlande di fiori e di fronte un putto.

#### Le prigioni

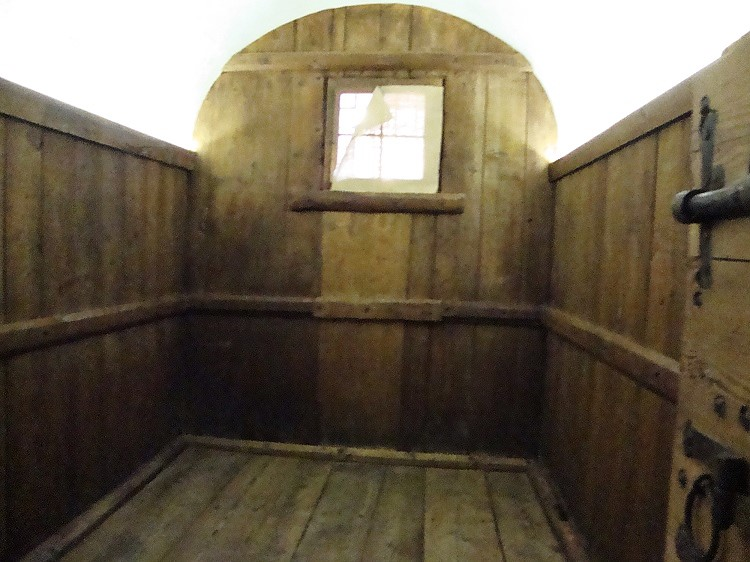
Prigione nel Palazzo della Magnifica Comunità di Fiemme

Già alla fine del XV secolo nel palazzo vennero allestite delle prigioni: le celle più antiche erano si trovavano al piano terra, in corrispondenza dell'ingresso attuale; le prigioni segrete erano nel sottosuolo dell'attuale rivellino e la cella veniva chiamata la grotta. Furono ricavate delle celle ordinarie di detenzione anche nel sottotetto che godevano di una veduta sui monti o sulla piazza ed erano munite di stufe, provviste alla bocca da una solida inferriata. A seguito dell'invasione napoleonica, il palazzo divenne proprietà del Governo Bavarese e sede del Giudizio Distrettuale di Fiemme, Fassa e Primiero; le carceri vennero utilizzate fino alla fine dell'Ottocento.. 

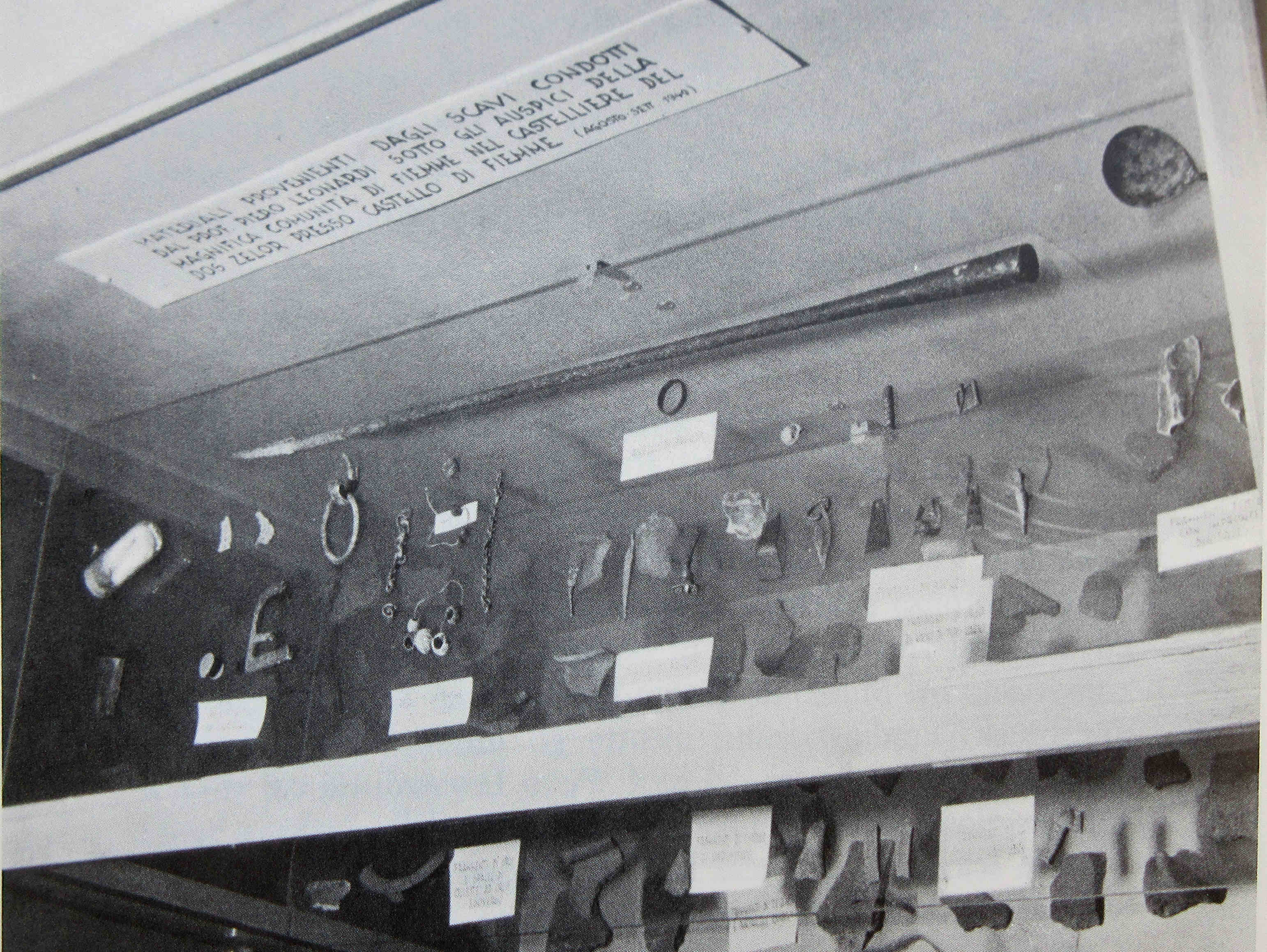
Vetrinetta con i reperti degli scavi fatti dal prof. Piero Leonardi nel 1949

Prima della ultima ristrutturazione del palazzo nell'anticamera del vescovo c'erano delle vetrine che custodivano gli oggetti provenienti dagli scavi archeologici effettuati dal prof. Piero Leonardi, vicino onorario, nei prati di Doss Zelor presso Castello di Fiemme nell'estate del 1949 sotto gli auspici della Magnifica Comunità di Fiemme.
In una seconda sala, un piccolo ambiente con fregio a chiaroscuro, invece erano esposti degli oggetti etnografici tra cui la riproduzione in miniatura di una segheria veneziana.